# Giorgio I Ghisi
Giorgio Ghisi (seconda metà XIII secolo – Almiro, 15 marzo 1311) è stato un nobiluomo e politico italiano.

## Biografia
Era figlio del patrizio veneziano Bartolomeo Ghisi. Il padre deteneva, in seno al principato d'Acaia, la signoria delle isole greche Tino e Micono, conquistate nel 1207 dal nonno Andrea.
La prima notizia sul suo conto risale al 1292, quando è attestato come barone di Chalandritsa, feudo portato in dote dalla moglie, figlia e unica erede di Guy de Dramelay, e capitano della castellania di Calamata.
Nel settembre dello stesso anno fu coinvolto nella guerra condotta da Giacomo II di Aragona contro l'imperatore di Bisanzio Andronico II Paleologo. Durante le operazioni navali, infatti, il grande ammiraglio Ruggero di Lauria saccheggiò numerose località greche, tra cui Tino e Micono. Mentre il suo equipaggio sostava nei pressi di Navarino, il Ghisi tentò un attacco, ma venne sconfitto e imprigionato. Gli fu resa la libertà solo dietro il pagamento di diecimila iperperi.
Più tardi prese parte al conflitto tra Venezia e Andronico II, che si svolse tra il 1296 e il 1302. In questa occasione la Repubblica appoggiò i suoi cittadini più facoltosi per organizzare flotte corsare: associatosi ad altri due notabili veneziani, Belletto Giustinian e Bartolomeo Michiel, riuscì a conquistare le isole di Ceo e Serifo. La data precisa non è nota: se fosse avvenuta nel 1296, l'impresa si sarebbe svolta mentre Ruggero Morosini attaccava la colonia genovese di Galata, mentre fissandola nel 1302 avvenne in concomitanza con l'incursione della flotta di Belletto Giustinian a Costantinopoli; d'altra parte, è improbabile che il Giustinian avesse guidato contemporaneamente e una flotta pubblica e una flottiglia privata, sicché la data più verosimile pare essere il 1301.
Con la conquista di Ceo, tuttavia, insorsero dei contrasti tra il Ghisi e i suoi due compagni. Il primo, infatti, non rispettò gli accordi e si appropriò di territori che non gli spettavano. La vertenza fu portata davanti agli organi giudiziari: dapprima al tribunale del bailo di Negroponte, che diede ragione al Giustinian e al Michiel imponendo al Ghisi la restituzione di quanto aveva usurpato; quindi, di fronte al suo rifiuto, direttamente al governo veneziano e al doge Pietro Gradenigo che, in accordo con il Minor Consiglio e con la Quarantia, diede mandato al bailo di sequestrare i beni contesi, nominando un castellano per risolvere la questione. Non è chiaro come si concluse la vicenda, ma è probabile si sia raggiunto un accordo soddisfacente per tutte le parti, tant'è che negli anni successivi le isole risultano ancora divise tra i tre possessori. Quel che è certo, in questa occasione la Repubblica ebbe modo di far valere la propria autorità sulle conquiste attuate nell'Arcipelago dai propri sudditi.
Rimasto vedovo (pare, con due figlie), poco prima del 25 aprile 1299 si risposò con Alice Dalle Carceri, figlia di Merino II Dalle Carceri ed erede del terzo centrale della Signoria di Negroponte. Così, tra il 1303 e il 1304, il Ghisi è citato per la prima volta in una lettera a Carlo II d'Angiò come signore di quel territorio; nella missiva il re di Napoli vietava a lui e agli altri signori di Negroponte di cedere ad altri i loro feudi, in quanto sull'isola valeva l'autorità di suo figlio Filippo, principe d'Acaia. Nello stesso periodo doveva essere morto il padre Bartolomeo, quindi il Ghisi si ritrovò feudatario anche di Tino e Micono, compresi sempre nel principato d'Acaia; al contempo, era però vassallo del doge in quanto feudatario di Ceo e Serifo.
Sempre nell'ambito della sua signoria a Negroponte, è citato in un documento del 18 agosto 1306 con cui il Senato veneziano autorizzava il bailo Pietro Mocenigo a contrarre un mutuo per acquistare un terzo del ponte di San Corrado, che collegava l'isola alla terraferma, di cui era proprietario il Ghisi. Il 13 ottobre 1308 questi chiese alla Repubblica la proroga di un pagamento riguardante un battello genovese che, probabilmente, gli abitanti delle sue isole avevano catturato e saccheggiato. La supplica venne accolta, ma il Ghisi continuò a procrastinare senza restituire i soldi, allorché nel marzo del 1309 il Senato sollecitò il pagamento minacciando di accorrere alle vie giudiziarie.
L'anno successivo prese parte alle trattative tra i Veneziani e l'imperatore Andronico II. La Repubblica, infatti, dopo aver firmato una tregua di dieci anni con Bisanzio, si era associata alla crociata organizzata da Carlo di Valois contro l'Impero d'Oriente, ma di fronte al fallimento dell'impresa stava tentando di riavvicinarvisi per tutelare i propri commerci con l'Oriente. L'accordo fu concluso l'11 novembre 1310.
Nello stesso periodo contribuì alle trattative, conclusesi positivamente, tra il bailo di Negroponte Belletto Falier e la Compagnia Catalana, entrata in conflitto - per motivi non noti - contro i Veneziani e i signori dell'isola. La pace fu però effimera e già il 15 marzo 1311 le parti si scontrarono ad Almiro, in una battaglia in cui combatté lo stesso Ghisi e dove trovò la morte. La baronia fu retta per qualche tempo dalla vedova.
Dei suoi figli maschi, Bartolomeo divenne suo successore nei possedimenti e connestabile di Acaia, mentre Marino non ebbe un ruoli rilevanti.